# Nova Itarana
Nova Itarana är en kommun i Brasilien.   Den ligger i delstaten Bahia, i den östra delen av landet, 900 km öster om huvudstaden Brasília. Antalet invånare är 7 438.
Omgivningarna runt Nova Itarana är huvudsakligen savann. Runt Nova Itarana är det ganska glesbefolkat, med 34 invånare per kvadratkilometer.